# Bloody Mary (bande dessinée)
Pour les articles homonymes, voir Bloody Mary (homonymie).
Bloody Mary est une bande dessinée de Jean Teulé adaptée du roman du même nom de Jean Vautrin. Commencée en 1981, elle a été publiée en album par les éditions Glénat en août 1983. La narration, décrite comme « punk », se rapproche de l'esthétique du roman-photo. L'expression est volontairement crue. L'album est une critique sociale, notamment envers la police et l'armée.

## Accueil critique
Lors du festival d'Angoulême 1984, des journalistes spécialisés dans la bande dessinée décident de s'associer et créent l'association des chroniqueurs de bandes dessinées. Ils décernent un prix à Bloody Mary et donnent à ce prix le nom de l'album. Le prix Bloody Mary est attribué jusqu'en 1998 avant de changer de nom.
L'album est réédité en avril 2018 par les éditions FLBLB.

### Documentation
- Jacques Tardi, Jean Teulé et Jean Vautrin (int. Michèle Costa-Magna), « Banlieues rouges et BD noires », dans Jacky Goupil (dir.), Bande dessinée 1981-1982, Hounoux : SEDLI, 1982, p. 8-12.